# 清水茂 (フランス文学者・詩人)
清水 茂（しみず しげる、1932年［昭和7年］11月11日 - 2020年［令和2年］1月16日）は、日本のフランス文学者、詩人、翻訳家、早稲田大学名誉教授。文芸誌『同時代』同人、編集長。日本詩人クラブ会長。

## 生涯
東京府出身。1956年早稲田大学文学部仏文科卒、1961年同大学院文学研究科退学。1959年より早稲田大学文学部助手、専任講師、助教授、教授を経て、2003年定年退職、同年より名誉教授となる。
1953年片山敏彦を中心に集まった若者たちによる詩誌『横笛』を創刊。1972年パリのロマン・ロラン研究所にてロランの未公開資料の研究をする。1976年より文芸誌『同時代』同人として活動し、編集長も兼任した。第3次・第41号（2016年12月発行）で一旦終刊した。
2007年詩集『新しい朝の潮騒』によって現代ポイエーシス賞受賞。2008年詩集『水底の寂かさ』によって翌2009年度の日本詩人クラブ賞、埼玉詩人賞受賞。2011年から2013年まで日本詩人クラブ会長。2017年『私の出会った詩人たち』で日本詩人クラブ詩界賞特別賞受賞。2018年、詩集『一面の静寂』で現代詩人賞受賞。
フランスの詩人イヴ・ボヌフォワとの親交や翻訳でも知られ、1996年にアルルで行われたボヌフォワ詩作品の翻訳者たちによる国際翻訳者会議に出席、パネリストを務めた。
2020年1月16日、死去。87歳没。

## 著書

### 研究・エッセイ
- 『アシジの春』（小沢書店） 1981
- 『薔薇窓の下で』（小沢書店）1981
- 『古代の墓碑に』（小沢書店）1983
- 『ヴェラ・イコン』（小沢書店）1984
- 『ロマン・ロラン - 精神の蜜房』（小沢書店）1986
- 『地下の聖堂 - 詩人片山敏彦』（小沢書店）1988
- 『サン＝ランベール界隈から』（小沢書店）1990
- 『花さかりの巴旦杏』（小沢書店）1994
- 『詩とミスティック』（小沢書店）1996
- 『翳のなかの仄明り』（書肆青樹社） 2004
- 『雲の変容のように デッサン・色彩・言葉』（図書新聞） 2005
- 『パリ、記憶と回想の風景』（舷燈社） 2010
- 『夢の歌』（舷燈社） 2011
- 『詩と呼ばれる希望 - ルヴェルディ、ボヌフォワ等をめぐって』（コールサック社） 2014
- 『私の出会った詩人たち』（舷燈社） 2016

### 詩集
- 『光と風のうた』（遍歴の会） 1965
- 『影の夢』（書肆山田） 1993
- 『冬の霧』（舷燈社） 1998
- 『光の眠りのなかで』（舷燈社） 2000
- 『愛と名づけるもの』（舷燈社） 2002
- 『昨日の雲』（舷燈社） 2004
- 『新しい朝の潮騒』（舷燈社） 2007
- 『水底の寂かさ』（舷燈社） 2008
- 『砂の上の文字』（舷燈社） 2011
- 『赤い漿果』（舷燈社） 2012
- 『清水茂詩集』（土曜美術社出版販売、新・日本現代詩文庫103） 2012
- 『一面の静寂』（舷燈社） 2017

### 共著
- Sigeru Simizu, Septembre 2011, L'Herne Yves Bonnefoy, Éditions de L'Herne, 2010, Paris
- Sigeru Simizu, Poésie, Cette Espérance, Bonnefoy, Poésie et Dialogue, Presses universitaires de Strasbourg, 2013, Strasbourg

## 翻訳
- 『H・ヘッセ＝R・ロラン往復書簡』（ヘルマン・ヘッセ, ロマン・ロラン、片山敏彦との共訳、みすず書房） 1959
  - 改訂版『岸から岸へ　ロマン・ロラン全集 39　書簡 Ⅶ』（ヘッセと、みすず書房） 1982
- 「蛍」タゴール（「著作集」アポロン社） 1959
- 『ゲルマン・ケルトの神話』（ E・トンヌラ他、みすず書房） 1960
- 『母への手紙』（サン＝テグジュペリ、みすず書房） 1963
- 『象徴主義』（アルベール＝マリ・シュミット、窪田般彌共訳、白水社 文庫クセジュ） 1969
- 『石の庭』（ニコス・カザンツァキ、読売新聞社） 1978
- 『アシジの貧者』（ニコス・カザンツァキ、みすず書房） 1981
- 『ロマン・ロラン全集 32　書簡 Ⅰ』（ルイ・ジレと往復書簡、みすず書房） 1982
- 『詩集 光なしに在ったもの』（イヴ・ボヌフォワ、小沢書店） 1993
- 『ジャコメッティ作品集』（イヴ・ボヌフォワ、リブロポート） 1993
- 『最新詩集』（イヴ・ボヌフォワ、書誌青樹社） 2000